# Tautoneura alba
Tautoneura alba är en insektsart som först beskrevs av M. Firoz Ahmed 1971.  Tautoneura alba ingår i släktet Tautoneura och familjen dvärgstritar. Inga underarter finns listade i Catalogue of Life.